# Михайлов, Александр Борисович
Александр Борисович Михайлов (1923—1992) — полковник Советской Армии, участник Великой Отечественной войны, Герой Советского Союза (1945).

## Биография
Александр Михайлов родился 8 октября 1923 года в Мелитополе. Детство провёл в городе Вязьма Смоленской области, где окончил десять классов школы, после чего уехал в Куйбышевскую область, работал там на стройке. В марте 1942 года Михайлов был призван на службу в Рабоче-крестьянскую Красную Армию. В том же году он окончил радиотелеграфные курсы, в 1943 году — Орловское танковое училище. С июля 1942 года — на фронтах Великой Отечественной войны. В боях три раза был ранен.
К июню 1944 года гвардии младший лейтенант Александр Михайлов командовал танковым взводом 25-й гвардейской танковой бригады 2-го гвардейского танкового корпуса 31-й армии 3-го Белорусского фронта. Отличился во время освобождения Витебской области Белорусской ССР. 27 июня 1944 года взвод Михайлова перерезал дорогу на Оршу в районе деревни Червень Оршанского района, уничтожив 2 танка. В том бою Михайлов был два раза ранен, но остался в строю. Когда его танк был подбит, Михайлов продолжал сражаться врукопашную, уничтожив несколько солдат и взяв ещё 11 в плен.
Указом Президиума Верховного Совета СССР от 24 марта 1945 года за «образцовое выполнение боевых заданий командования на фронте борьбы с немецкими захватчиками и проявленные при этом мужество и героизм» гвардии младший лейтенант Александр Михайлов был удостоен высокого звания Героя Советского Союза с вручением ордена Ленина и медали «Золотая Звезда» за номером 5990.
После окончания войны Михайлов продолжил службу в Советской Армии. В 1951 году он окончил Военную академию бронетанковых и механизированных войск. В 1979 году в звании полковника Михайлов был уволен в запас. Проживал и работал в Москве.
Скончался 1 марта 1992 года, похоронен на Кузьминском кладбище Москвы.
Был также награждён двумя орденами Отечественной войны 1-й степени и рядом медалей.
В честь Михайлова названа школа в Вязьме.